# Michał Jurecki
Michał Jurecki (ur. 27 października 1984 w Kościanie) – polski piłkarz ręczny, lewy rozgrywający. W 2023 zakończył karierę.
Wielokrotny reprezentant Polski, srebrny medalista mistrzostw świata w Niemczech (2007), brązowy medalista mistrzostw świata w Chorwacji (2009) i Katarze (2015), uczestnik igrzysk olimpijskich w Pekinie (2008) i Rio de Janeiro (2016), najlepszy lewy rozgrywający mistrzostw Europy w Polsce (2016).
Wielokrotny mistrz Polski i zdobywca Pucharu Polski, zwycięzca Ligi Mistrzów i najlepszy strzelec (93 gole) Vive Kielce w tych rozgrywkach w sezonie 2015/2016.

## Kariera klubowa
Wychowanek Tęczy Kościan. W latach 2003–2006 był zawodnikiem grającego w Ekstraklasie Chrobrego Głogów. W sezonie 2005/2006, w którym zdobył ze swoją drużyną wicemistrzostwo Polski, rozegrał 31 meczów i rzucił 145 bramek. W sezonie 2006/2007 występował w Vive Kielce – w lidze rozegrał 29 spotkań, w których zdobył 139 goli, a ponadto wystąpił w dwóch meczach Pucharu Zdobywców Pucharów z ukraińskim ZTR-em Zaporoże (rzucił w nich siedem bramek).
W 2007 przeszedł do HSV Hamburg. W zespole tym nie wywalczył jednak miejsca w składzie – w ciągu pół roku rozegrał 19 spotkań i zdobył 14 goli – dlatego też z końcem stycznia 2008, na własną prośbę, jego kontrakt został rozwiązany, a on odszedł do TuS N-Lübbecke. W drużynie tej występował przez następne dwa i pół roku – w drugiej części sezonu 2007/2008 i sezonie 2009/2010 w Bundeslidze, a w sezonie 2008/2009 w 2. Bundeslidze. Rozegrał w tym czasie 72 mecze, w których rzucił 390 bramek (średnia: 5,4 gola na mecz).
W kwietniu 2010 podpisał kontrakt z Vive Kielce, który miał początkowo obowiązywać od lipca 2011. Ostatecznie Jurecki został zawodnikiem kieleckiego klubu już w sierpniu 2010. Z Vive wywalczył siedem mistrzostw Polski i dziewięć Pucharów Polski. Oprócz występów w rozgrywkach krajowych odnosił również sukcesy w Lidze Mistrzów. W sezonie 2012/2013, w którym zdobył 77 bramek, zajął z kieleckim klubem 3. miejsce w LM. Również w sezonie 2014/2015, w którym rzucił 47 bramek, zajął w tych rozgrywkach 3. pozycję. W sezonie 2015/2016, w którym zdobył 93 gole (najlepszy wynik w drużynie i szósty wśród wszystkich zawodników), wygrał z Vive Ligę Mistrzów – w rozegranym 29 maja 2016 meczu finałowym z węgierskim Veszprém (39:38) rzucił trzy bramki.
W lipcu 2019 zostanie zawodnikiem niemieckiego SG Flensburg-Handewitt, z którym podpisał dwuletni kontrakt.

## Kariera reprezentacyjna
W reprezentacji Polski zadebiutował 20 grudnia 2005 w wygranym meczu towarzyskim ze Słowacją (30:25). Po raz ostatni wystąpił w narodowych barwach 7 maja 2017 w zremisowanym spotkaniu eliminacyjnym do mistrzostw Europy w Chorwacji z Białorusią (27:27), w którym zdobył pięć goli. O zakończeniu występów w kadrze poinformował pod koniec maja 2017 w wywiadzie telewizyjnym. Jego ewentualny powrót do reprezentacji był w następnych miesiącach przedmiotem licznych debat wśród dziennikarzy i kibiców.
Dwukrotnie uczestniczył w igrzyskach olimpijskich. W Pekinie (2008) rozegrał osiem meczów i zdobył 12 bramek, w tym cztery w wygranym spotkaniu o 5. miejsce z Rosją (29:28). Podczas igrzysk w Rio de Janeiro (2016) ośmiokrotnie znalazł się w protokole meczowym i rzucił 12 goli. Na parkiecie pojawił się jednak tylko w czterech spotkaniach fazy grupowej, bowiem pod koniec pierwszej połowy wygranego meczu z Egiptem (33:25) doznał urazu stawu skokowego. Z powodu tej kontuzji na początku września 2016 przeszedł operację więzadeł w stawie skokowym.
Pięciokrotnie wystąpił w mistrzostwach świata (2007, 2009, 2011, 2013, 2015), zdobywając trzy medale (srebrny i dwa brązowe). Podczas mistrzostw świata w Niemczech (2007; 2. miejsce) rozegrał dziesięć meczów i rzucił 19 bramek. Podczas turnieju w Chorwacji (2009; 3. miejsce) wystąpił w 10 spotkaniach, w których zdobył 25 goli. Na mistrzostwach świata w Katarze (2015; 3. miejsce) rozegrał dziewięć meczów, w których rzucił 36 bramek (najwięcej w reprezentacji Polski). Kontuzja ręki (złamanie kości śródręcza) wykluczyła go z udziału w mistrzostwach świata we Francji (2017).
Pięciokrotnie uczestniczył w mistrzostwach Europy (2008, 2010, 2012, 2014, 2016). Został wybrany najlepszym lewym rozgrywającym mistrzostw Europy w Polsce (2016), w których rzucił 34 bramki i miał 27 asyst.

## Życie prywatne
Pochodzi z Kościana w Wielkopolsce. Ma dwóch braci: Marcina – reprezentanta Polski w koszykówce na wózkach, i Bartosza – również piłkarza ręcznego. Od 2007 żonaty z Joanną, mają dwie córki: Oliwię i Julię. Mieszka w podkieleckim Radlinie. Wraz z Mateuszem Jachlewskim zajął się organizacją obozu sportowego dla dzieci i młodzieży w Górach Świętokrzyskich.

## Sukcesy
| TuS N-Lübbecke - 2. Bundesliga: 2008/2009 Vive Kielce - Liga Mistrzów: 2015/2016 - 3. miejsce w Lidze Mistrzów: 2012/2013, 2014/2015 - Mistrzostwo Polski: 2011/2012, 2012/2013, 2013/2014, 2014/2015, 2015/2016, 2016/2017, 2017/2018 - Puchar Polski: 2010/2011, 2011/2012, 2012/2013, 2013/2014, 2014/2015, 2015/2016, 2016/2017, 2017/2018, 2018/2019 Reprezentacja Polski - 2. miejsce w mistrzostwach świata: 2007 - 3. miejsce w mistrzostwach świata: 2009, 2015 | Indywidualne - 4. miejsce w klasyfikacji najlepszych strzelców Ligi Mistrzów: 2012/2013 (77 bramek) - 6. miejsce w klasyfikacji najlepszych strzelców Ligi Mistrzów: 2015/2016 (93 bramki) - Najlepszy lewy rozgrywający mistrzostw Europy w Polsce w 2016 (34 gole i 27 asyst) - Uczestnik meczu gwiazd Bundesligi: 2010 (jedna bramka) - Zwycięzca Plebiscytu Sportowego Świętokrzyskie Gwiazdy Sportu: 2012, 2017 - 9. miejsce w Plebiscycie „Przeglądu Sportowego” 2015 Odznaczenia - Krzyż Kawalerski Orderu Odrodzenia Polski (2015) - Złoty Krzyż Zasługi (2007) |

## Statystyki w Vive Kielce
| Klub                     | Sezon     | Liga        | Liga | Liga | Liga | Puchar Polski | Puchar Polski | Puchar Polski | EHF | EHF | EHF | Razem | Razem | Razem |  |
| Klub                     | Sezon     | Liga        | M    | B    | Śr.  | M             | B             | Śr.           | M   | B   | Śr. | M     | B     | Śr.   |  |
| ------------------------ | --------- | ----------- | ---- | ---- | ---- | ------------- | ------------- | ------------- | --- | --- | --- | ----- | ----- | ----- |  |
| Vive Kielce              | 2006/2007 | Ekstraklasa | 29   | 139  | 4,8  | 6             | 28            | 4,7           | 2   | 7   | 3,5 | 37    | 174   | 4,7   |  |
| Vive Kielce              |           |             |      |      |      |               |               |               |     |     |     |       |       |       |  |
| Vive Kielce              | 2010/2011 | Superliga   | 22   | 90   | 4,1  | 1             | 1             | 1             | 7   | 19  | 2,7 | 30    | 110   | 3,7   |  |
| Vive Kielce              | 2011/2012 | Superliga   | 25   | 90   | 3,6  | 3             | 6             | 2             | 14  | 68  | 4,9 | 42    | 164   | 3,9   |  |
| Vive Kielce              | 2012/2013 | Superliga   | 27   | 91   | 3,4  | 4             | 15            | 3,8           | 16  | 77  | 4,8 | 47    | 183   | 3,9   |  |
| Vive Kielce              | 2013/2014 | Superliga   | 25   | 71   | 2,8  | 4             | 11            | 2,8           | 12  | 58  | 4,8 | 41    | 140   | 3,4   |  |
| Vive Kielce              | 2014/2015 | Superliga   | 27   | 93   | 3,4  | 3             | 7             | 2,3           | 15  | 47  | 3,1 | 45    | 147   | 3,3   |  |
| Vive Kielce              | 2015/2016 | Superliga   | 26   | 94   | 3,6  | 4             | 14            | 3,5           | 20  | 93  | 4,7 | 50    | 201   | 4     |  |
| Vive Kielce              | 2016/2017 | Superliga   | 14   | 39   | 2,8  | 3             | 12            | 4             | 8   | 19  | 2,4 | 25    | 70    | 2,8   |  |
| Vive Kielce              | 2017/2018 | Superliga   | 31   | 104  | 3,4  | 4             | 21            | 5,3           | 17  | 74  | 4,4 | 52    | 199   | 3,8   |  |
| Vive Kielce              | 2018/2019 | Superliga   | 8    | 26   | 3,3  | 1             | 0             | 0             | 9   | 35  | 3,9 | 18    | 61    | 3,4   |  |
| Razem                    | Razem     | Razem       | 234  | 837  | 3,6  | 33            | 115           | 3,5           | 120 | 497 | 4,1 | 387   | 1449  | 3,7   |  |
| Stan na 22 kwietnia 2019 |           |             |      |      |      |               |               |               |     |     |     |       |       |       |  |

## Udział w turniejach mistrzowskich

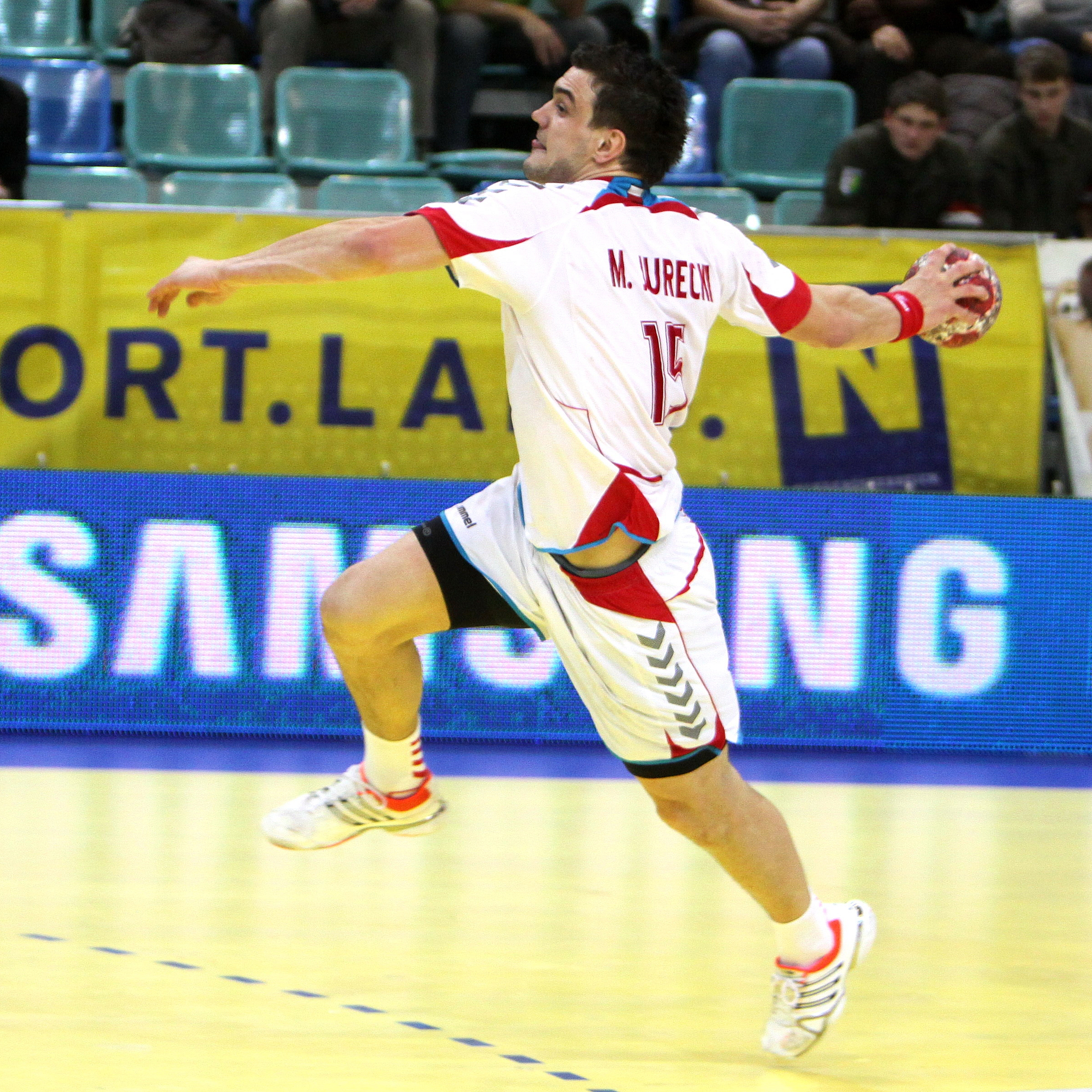
Michał Jurecki w barwach reprezentacji Polski (2010)

| Turniej              | Edycja               | Mecze | Bramki | Miejsce | Źródło |
| -------------------- | -------------------- | ----- | ------ | ------- | ------ |
| Igrzyska olimpijskie | 2008                 | 8     | 12     | 5.      |        |
| Igrzyska olimpijskie | 2016                 | 8     | 12     | 4.      |        |
| Igrzyska olimpijskie | Igrzyska olimpijskie | 16    | 24     | –       | –      |
| Mistrzostwa świata   | 2007                 | 10    | 19     | 2.      | [ 14 ] |
| Mistrzostwa świata   | 2009                 | 10    | 25     | 3.      | [ 15 ] |
| Mistrzostwa świata   | 2011                 | 2     | 6      | 8.      | [ 24 ] |
| Mistrzostwa świata   | 2013                 | 5     | 12     | 9.      | [ 25 ] |
| Mistrzostwa świata   | 2015                 | 9     | 36     | 3.      | [ 16 ] |
| Mistrzostwa świata   | Mistrzostwa świata   | 36    | 98     | –       | –      |
| Mistrzostwa Europy   | 2008                 | 6     | 7      | 7.      | [ 26 ] |
| Mistrzostwa Europy   | 2010                 | 8     | 28     | 4.      | [ 27 ] |
| Mistrzostwa Europy   | 2012                 | 6     | 21     | 9.      | [ 28 ] |
| Mistrzostwa Europy   | 2014                 | 7     | 16     | 6.      | [ 29 ] |
| Mistrzostwa Europy   | 2016                 | 7     | 34     | 7.      | [ 18 ] |
| Mistrzostwa Europy   | Mistrzostwa Europy   | 34    | 106    | –       | –      |
| Łącznie              | Łącznie              | 86    | 228    | –       | –      |